# Marcos Peña
Marcos Peña (Buenos Aires, 15 de marzo de 1977) es un político, y politólogo argentino, perteneciente al partido Propuesta Republicana (PRO). Ocupó el cargo de jefe de Gabinete de Ministros de la Nación Argentina entre 2015 y 2019, durante la presidencia de Mauricio Macri.
Anteriormente, ocupó el cargo de secretario General del Gobierno de la Ciudad de Buenos Aires, designado por Macri. Fue Legislador de la Ciudad de Buenos Aires por el Frente Compromiso para el Cambio. Además dirigió las campañas presidenciales de Mauricio Macri de 2015 y 2019.

## Biografía

### Familia y formación
Es el menor de los cinco hijos de Félix Peña, Secretario de Comercio Exterior durante la dictadura militar que gobernó Argentina entre 1976 y 1983.
Félix Peña fue el colaborador más cercano de Nicanor Costa Méndez, el canciller de la Junta Militar entre 1981 y 1982 Costa Méndez conocía a Peña porque ambos eran asiduos miembros del Consejo Argentino para las Relaciones Internacionales desde donde asesoro a los militares sobre la Guerra de Malvinas, volviéndose colaborador de Galtieri. integró un think-tank conservador creado en 1978 para asesorar a Rafael Videla y más tarde el gobierno de Emilio Massera en ámbitos diplomáticos. Su madre es Clara Braun Cantilo, hija de Eduardo Braun-Menéndez y nieta de Mauricio Braun uno de los dueños del grupo empresarial La Anónima. Su primo es Miguel Braun, dueño de cadena La Anónima y exsecretario de Comercio de la Nación durante el gobierno de Mauricio Macri.
Con la llegada del macrismo al poder se produjo el nombramiento de varios de sus familiares en ministerios y dependencias estatales entre ellos su Ignacio Peña quien fue designado por el macrismo asesor del Ministerio de Innovación de la Ciudad de Buenos Aires, su suegro Carlos Alberto Dellepiane fue nombrado en 2016 como Miembro de la Comisión Nacional para la elaboración de Sellos Postales. En los 70 había sido designado por Jorge Rafael Videla había ocupado un cargo como Secretario a cargo del Archivo General de la Nación.
Su otro hermano Andres Peña, qfue designado por Mauricio Macri subsecretario de Desarrollo Institucional Productivo de la Nación. Gonzalo Robredo, primo de Marcos Peña, fue designado por Macri director Ejecutivo del Ente de Turismo de la Ciudad de Buenos Aires. Miguel Braun Cortés (primo segundo fue designado jefe del Banco Ciudad y posteriormente en la Secretaría de Comercio, bajo la órbita del Ministerio de Producción.
Su sobrino de Federico Braun Seeber fue nombrado en diciembre de 2015 subdirector de Parques Nacionales, su otro primo Federico Mauricio Braun, desde enero de 2016, integra la nómina de la Anses como subdirector ejecutivo de Administración, su tío Mariano Miguel Bosch fue designando vicepresidente del Instituto Nacional de Tecnología Agropecuaria. Se casó con Luciana Mantero en 2010, a quien conoció en 2001 y con quien tuvo dos hijos.

### Comienzos en política
Fue nombrado por su padre en la Subsecretaría de Comercio Exterior del gobierno de Carlos Menem, donde conoció a Gabriela Michetti. Se unió a Poder Ciudadano thin thank político de Laura Alonso
En 2002 se incorpora a Compromiso para el Cambio, que más tarde pasaría a llamarse Propuesta Republicana (PRO), del empresario Mauricio Macri. siendo elegido legislador porteño. 
En 2005, Macri designa a Peña como presidente de Jóvenes PRO. Con la llegada de Macri a la jefatura de gobierno en 2007, Peña es designado Secretario General de la Ciudad de Buenos Aires a su cargo el área de comunicación de la ciudad.
Fue designado como jefe de comunicación de la campaña de Mauricio Macri de 2015; la estrategia política estuvo a cargo de Emilio Monzó. Fue considerado uno de los dirigentes más cercanos a Mauricio Macri y una de las figuras de Cambiemos en la campaña presidencial. cuando Macri se postuló a su reelección como jefe de Gobierno, el PRO también echó mano de los empleados públicos para hacer campaña. En aquella ocasión, trabajadores de la Agencia Gubernamental de Control porteña fueron forzados a repartir volantes y hacer proselitismo bajo la amenaza de que perderían sus empleos si no lo hacían. Al poco tiempo se asumir coordinador de Asuntos Legales del Gabinete a Nicanor Moreno Crotto quien estaba involucrado en una causa judicial y denunciado por la Procelac en maniobras fraudulenta llevada adelante a través de la empresa uruguaya Snowy SA para estafar al Estado nacional. En 2016 quedó envuelto en controversias cuando el Senado realizó una investigación sobre los intentos del gobierno de manipular a la opinión pública a través de la combinación de noticias falsas y granjas de troles al punto que la práctica le mereció al Gobierno de Cambiemos una condena de Amnistía Internacional. En 2018 fue imputado penalmente Tras la den Gabriela Michetti por contrataciones irregulares por más de 300 millones de pesos a cuatro empresas, encargadas de realizar las campañas publicitarias durante el macrismo. la fiscalía imputó además al otros funcionarios macristas entre ellos el ex secretario administrativo del Senado, Helio Rebot, y al presidente de la empresa adjudicataria de las obras Dinale S.A., Germán De Vincenzo. En 2017 se emitió un bono a 100 años con tasas de casi 8 por ciento anual. A raíz de irregularidades en el bono fue imputado junto a Mauricio Macri, Marcos Peña y Luis Caputo, el bono se terminaría de pagar durante 25 gobiernos.
En diciembre de 2015 Macri lo designó como Jefe de Gabinete de Ministros de la Nación. En 2019 Emilio Monzó dejó de tener participación en el armado de estrategias políticas previo a las elecciones presidenciales de ese año, y Marcos Peña quedó como responsable de la campaña electoral. Desde su rol como Jefe de Gabinete fue denunciado por abuso de poder para utilizar el Estado para direccionar fondos públicos hacia empresas de su familia y beneficiar a empresas del Presidente. En febrero de 2017, Marcos Peña fue denunciado junto a Mauricio Macri y el ministro de Transporte Guillermo Dietrich por un supuesto fraude al Estado, que perjudicaría directamente a Aerolíneas Argentinas.  y por posible "quebranto de la empresa de bandera ante una competencia desleal toda vez la misma compite con la empresa cuyo titular es la Familia Macri'".
Desde su rol Marcos Peña fue denunciado por negociado con tierras públicas privatizadas durante el macrismo. En 2020 Oficina Anticorrupción por negociaciones incompatibles con la función pública y administración fraudulenta en la realización de las subastas de terrenos en la zona de Catalinas Norte y campos en Córdoba.La controversia surgió por el precio mediante el cual se subastaron los terrenos de Catalinas Norte, uno de ellos adquirido por el Grupo Techint y otro por el empresario Eduardo Costantini,  uno de los aportantes a la campaña presidencial de Cambiemos y los campos ubicados en la localidad de Ordóñez, en Córdoba, El contrabando de armas de Argentina a Bolivia empezó el 12 de noviembre de 2019, En 2020 fue imputado por el caso de golpe de Estado en Bolivia de 2019, cuando el presidente argentino Mauricio Macri envió 70.000 municiones de forma secreta a Bolivia. El hecho fue descubierto el 6 de julio de 2021, cuando el canciller de Bolivia, Rogelio Mayta, le reveló a la prensa que el gobierno argentino de Mauricio Macri envió munición para reprimir las protestas contra la dictadura de Jeanine Áñez. A su vez diferentes diarios denunciaron que el frigorífico del grupo de supermercados La Anónima, perteneciente a la familia del secretario de Comercio Interior, Miguel Braun, y del jefe de Gabinete, Marcos Peña Braun, fue favorecida por el gobierno con una mayor participación en el cupo de exportación de carne vacuna premium a la Unión Europea, conocida como Cuota Hilton. En tanto otro periódico porteño denunció que la familia Braun gracias a dicha maniobra logró aventajar al resto de sus competidores en el reparto de carne premium para exportación en momentos en que el sector se encuentra en crisis y comienza a importar algunos cortes.
En 2018 causó controversia la utilización de la Gendarmería Nacional Argentina para custodiar los supermercados de la cadena Anónima de la familia de Marcos Peña y los Braun Menéndez,
al utilizarse una fuerza pública como seguridad de un negocio privado. Otros medios indicaron que la seguridad dentro de la empresa debería hacerse con personal privado y no con fuerzas públicas.
En 2019 fue imputado por el fiscal Claudio Navas Rial por el delito de contrabando agravado de armas junto al ex canciller Faurie y el ex secretario Fulvio Pompeo.

## Controversias
En diciembre de 2015 fue denunciado ante la justicia por "abuso de autoridad" por designar dos ministros de la Corte Suprema de la Nación Argentina por decreto. Según la denuncia, se trata de "un procedimiento ilegal y manifiestamente violatorio de la Ley Suprema", ya que este tipo de nombramientos está regulado en el inciso cuarto del artículo 99 de la Constitución de la Nación Argentina, que establece que el presidente de la Nación "nombra los magistrados de la Corte Suprema con acuerdo del Senado por dos tercios de sus miembros presentes, en sesión pública, convocada al efecto".
En enero de 2016 Marcos Peña y el ministro de Comunicaciones, Oscar Aguad fueron denunciados en otra causa por desobedecer la orden judicial del juez en lo Contencioso Administrativo de La Plata, Luis Arias. Es por los delitos de desobediencia a una orden judicial, falsificación de instrumento público y posible comisión del delito de quebrantamiento de una inhabilitación judicial.
En diciembre de 2016 fue imputado junto con el presidente Mauricio Macri y el entonces Ministro de Economía Alfonso Prat-Gay por un decreto que favorecía a sus familiares directos, habilitándolos a realizar blanqueo de capitales.
A fines de 2016 se presentó una denuncia penal para investigar el presunto desvío de fondos públicos para solventar a un "call center" que se dedicaría a replicar en las redes sociales mensajes de adhesión al Gobierno y hostigar a políticos y artistas opositores. Según informes periodísticos Peña ha sido señalado como ejecutor de un equipo de "trolls" en las redes sociales para operar contra paros y movilizaciones y atacar y agredir opositores y famosos críticos. Este equipo estaría integrado por 40 personas que trabajan dentro de la Casa Rosada.
En febrero de 2018 la prensa filtró las investigaciones sobre las familias de Marcos Peña y Mauricio Macri eran principales adjudicatarios de las licitaciones del Estado. Dos empresas ligadas a las familias del presidente Mauricio Macri y a Marcos Peña, fueron beneficiadas a fines de 2017 con los contratos para importar lámparas con el gobierno porteño y varios municipios bonaerenses gobernador por cambiemos para reemplazar las luminarias públicas callejeras por artefactos led. La empresa GLS de Braun Peña, se alzó con un contrato del gobierno porteño, gobernado por Cambiemos por 238.5 millones de pesos, también fue contratada por el municipio de Pilar, comandado por Nicolás Ducoté (Cambiemos), para proveer luminarias por casi un millón. En total las empresas pertenecientes a la familia de Marcos Peña y Mauricio Macri obtuvieron con los contratos firmados  más de mil millones de pesos.
Un año antes ya como Jefe de Gabinete, firmó un decreto para favorecer al frigorífico de la familia de su primo Miguel Braun  con la Cuota Hilton donde que se les asignaron 2.313 toneladas, un negocio de alrededor de 300 millones de dólares, dicho frigorífico es también de la familia del secretario de Comercio Interior, Miguel Braun, quien adjudicó los cupos.

### Intervención al Banco Central
El 28 de diciembre de 2017 se realizó una conferencia de prensa en la que el jefe de Gabinete Marcos Peña, el ministro de Hacienda Nicolás Dujovne, el ministro de Finanzas Luis Caputo y el presidente del Banco Central de la República Argentina, Federico Sturzenegger, anunciaron un cambio en las metas de inflación previamente establecidas.  
El anuncio, impulsado desde la Jefatura de Gabinete, fue interpretado por varios economistas como una intervención sobre una institución con carácter independiente, lo que, según estos críticos, provocó una aceleración de la inflación y una disminución en las reservas internacionales.

### Aviones franceses
En 2018 oficializó el gasto de 340 millones en 5 aviones franceses de 1978 considerados como chatarra. Previamente como presidente Macri había acordado con el gobierno francés la compra de seis aeronaves de 40 años retiradas del servicio para sumar a la flota aérea Argentina por un costo de 340 millones de pesos. Los franceses se ocuparon de especificar claramente que las aeronaves “no están en condiciones de vuelo“ y solicitaron que Argentina reconozca que “en el momento de la entrega, estas aeronaves no están en condiciones de vuelo” y que Argentina se comprometa a asumir las eventuales consecuencias perjudiciales derivadas de la posesión de estos materiales y de su utilización y renuncia a cualquier acción o procedimiento judicial contra la parte francesa respecto a cualquier defecto o vicio oculto de los materiales transferidos por el estado en el que se encuentran“.

### Escándalo por aportes falsos
El 10 de agosto de 2018 el portal periodístico El Destape publicó una serie de correos que probarían una millonaria estafa de aportantes fantasmas, en la cual habría participación de Peña y Fernando de Andreis en el desvío de fondos públicos para la campaña de Cambiemos.[cita requerida]
Los correos electrónicos daban cuenta del conocimiento de Peña en el desvío de recursos del gobierno porteño para la campaña presidencial de Mauricio Macri. Según consta en los más de cuatro mil correos electrónicos analizados, la alianza Cambiemos también desvió fondos estatales del Ente de Turismo de la Ciudad de Buenos Aires para financiar la campaña de Mauricio Macri en 2015, bajo la responsabilidad del jefe de gabinete Marcos Peña.
En noviembre de 2018 tras acusaciones por nepotismo y utilizar fondos estatales para beneficiar a empresas privadas de diferentes miembros del equipo presidencial se conoció que el primo hermano de Marcos Peña recibe cifra millonaria por parte del Gobierno de la Ciudad de Buenos Aires, conducido por Rodríguez Larreta del mismo partido que Peña ganando una licitación a pesar de que otras empresas ofrecieron ofertas hasta un 20% más económicas. Paralelamente es 
Vicepresidente de Argentraider, firma varias veces investigada por la justicia en casos de evasión impositiva y narcotráfico.
En agosto de 2019 fue uno de los principales responsables, como jefe de campaña electoral de la entonces coalición gobernante Cambiemos (que se presentó en dichas elecciones como Juntos por el Cambio), de una derrota en el marco de las PASO (primarias, abiertas, simultáneas y obligatorias), donde el gobierno perdió por más de 14.5 puntos a manos de la entonces coalición opositora Frente de Todos, cuyo candidato a presidente fue el ex jefe de gabinete del gobierno de Néstor Kirchner, Alberto Fernández, y su candidata a vicepresidenta, la ex-presidenta argentina Cristina Fernández de Kirchner.
No obstante, Peña advirtió, según el matutino Clarín el mismo día de la votación,  que las PASO dan "un resultado preliminar que después en octubre crece porque hay una participación mayor".
En 2018 Greenpeace Argentina denunció al empresario Alejandro Peña Braun, primo del jefe de Gabinete, Marcos Peña, por amenazas ante la Comisión Interamericana de Derechos Humanos (CIDH). De acuerdo con la denuncia "personas de estrecho vínculo con el gobierno de Mauricio Macri habrían perpetrado una serie de ataques" contra los principales dirigentes de esa organización con el propósito amedrentarlos y dificultar sus actividades. El empresario Alejandro Peña Braun aseguró que iba a destinar "2 o 3 palos verdes para joderlos". Desde entonces un ejército de trolls lleva adelante un campaña difamatoria en su contra. Las En 2017 fue denunciado por amenazas y amedrentamientos cuando Greenpeace protestaba contra los negocios de la familia Braun Peña, entre ellos contra la deforestación en una propiedad de Marcos peña y su primo Alejandro Peña Braun, convertido durante el macrismo en uno de los empresarios más ricos del país y dueño de uno de los terrenos de la llamada "Finca Cuchuy", en Salta, donde Greenpeace lideró una campaña para evitar el desmonte de bosques nativos. Según la denuncia Marcos Peña estaría involucrado en dichos ataques.
La Auditora denunció que el proceso licitatorio fue defectuoso, irregular y corrupto en favor de IECSA, la empresa del primo de Mauricio Macri, Ángelo Calcaterra, para adjudicarle los tramos más caros de la construcción del Paseo del Bajo. Esta maniobra tenía según la denuncia judicial un único fin: garantizar a la empresa IECSA, entonces en poder de Ángelo Calcaterra, primo de Mauricio Macri 3200 millones de pesos. Según la Auditoría casi 4.500 millones terminaron en los bolsillos del primo del presidente Macri.
Desde su rol como ministro Marcos Peña fue denunciado e imputados por negociado con tierras públicas privatizadas durante el macrismo. En 2020 Oficina Anticorrupción por negociaciones incompatibles con la función pública y administración fraudulenta en la realización de las subastas de terrenos en la zona de Catalinas Norte y campos en Córdoba.La controversia surgió por el precio mediante el cual se subastaron los terrenos de Catalinas Norte, uno de ellos adquirido por el Grupo Techint y otro por el empresario Eduardo Costantini,  uno de los aportantes a la campaña presidencial de Cambiemos y los campos ubicados en la localidad de Ordóñez, en Córdoba,
Tuvo un papel controversial  en las elecciones de 2019 siendo denunciado por retener los resultados ampliamente desfavorables al gobierno.Tras varias horas de detenerse los resultados oficiales comenzaron a difundirse a partir de la medianoche tras las denuncias de la oposición contra el gobierno y el gabinete por retener la difusión de los datos electorales. a arrancaron a las 20 más luego se había anunciado que a las 21 comenzarían a difundirse los primeros cómputos oficiales, pero denuncian problemas en el escrutinio provisorio y los datos se demoraron lo que llevó a denuncias contra el ministro del interior por retener los datos adversos al gobierno. 
Al día siguiente tras publicarse los resultados, dio un discurso desconociendo los comicios y asegurando que en su gobierno están "convencidos de que la elección no sucedió". El binomio macrista cayó derrotado por 47,7 a 31,7 por ciento frente a la fórmula de Alberto Fernández y Cristina Kirchner. Marcos Peña desconoció el triunfo opositor y aseguro que "no nos vamos a ir en diciembre" fecha en la que vencía el mandato.  Al día siguiente en linea con las declaraciones de Marcos Peña el presidente Mauricio Macri, aseguro que la primaria del 11 agosto “no sucedió”. Es decir que ese día los ciudadanos no fueron a votar.Marcos Peña aseguro que pese a los resultados no iban a abandonar el poder en diciembre.

## Publicaciones
En 2021 público su pagina Un nuevo liderazgo para el Siglo XXI.